# San Marcelino (Zambales)
San Marcelino es un municipio filipino en la provincia de Zambales.

## Barangayes
San Marcelino se divide políticamente a 18 barangayes.
| - Aglao - Buhawen - Burgos (Población) - Central (Población) - Consuelo Norte - Consuelo Sur (Población) - La Paz (Población) - Laoag - Linasin | - Linusungan - Lucero (Población) - Nagbunga - Rabanes - Rizal (Población) - San Guillermo (Población) - San Isidro (Población) - San Rafaél - Santa Fe |

- Datos: Q56623
- Multimedia: San Marcelino, Zambales / Q56623

1. ↑  Worldpostalcodes.org, código postal n.º 2207.